# Cornelis van den Burg

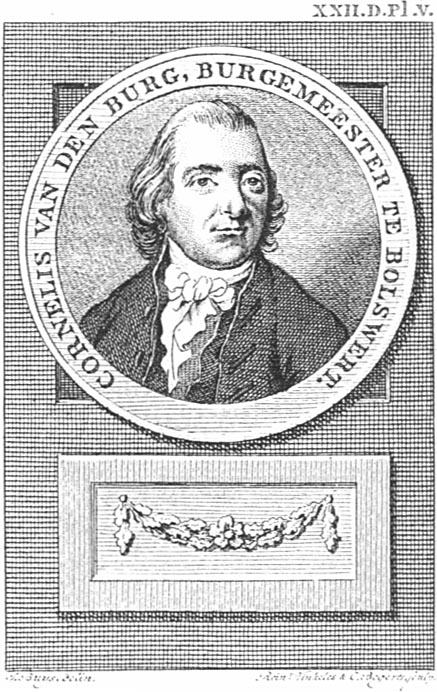
Cornelis van den Burg, in goede tijden, burgemeester van Bolsward

Cornelis van den Burg (Makkum, ca 1752 – Harlingen, 19 november 1813) was grietenijsecretaris van Wonseradeel, kapitein van de vrijwillige schutterij, burgemeester van Bolsward en commies in Harlingen. Vanwege zijn radicale democratische opvattingen werd hij in 1789 tot de doodstraf veroordeeld, maar op het schavot is de veroordeling omgezet in twintig jaar verbanning. Van den Burg vertrok naar Noord-Frankrijk en keerde in 1795 terug. Hij kreeg een administratieve functie in Harlingen.

## Biografie
Cornelis van den Burg werd omstreeks 1752 geboren. Zijn vader was belastingontvanger van de Convooien en licenten in Makkum. Hij trouwde in 1778 met Antje Jacobs van der Zee uit Gaast. Na zijn opleiding in Leeuwarden werd hij aangesteld als gezworen klerk van de grietenij Wonseradeel. In 1780 verhuisde hij naar Bolsward. Op 6 september 1784 werd Cornelis van den Burg benoemd als luitenant in de stadsschutterij. Om de kwaliteit te verbeteren werden toen nog twee patriotten benoemd: zijn vriend Willem Lycklama à Nijeholt, een apotheker en de uit Siegen afkomstige Hendrik Christiaan Achenbach, resp. als vaandrig en exercitiemeester. Voorgesteld werd om drie keer per week te oefenen in de Broerekerk. Toen er protesten werden ingediend, hebben de patriotten in Bolsward met goedkeuring van de vroedschap op 25 januari 1785 een vrijwillige schutterij opgericht. Vijf van de zes burgemeesters bleken echter die dag afwezig of verhinderd te zijn.

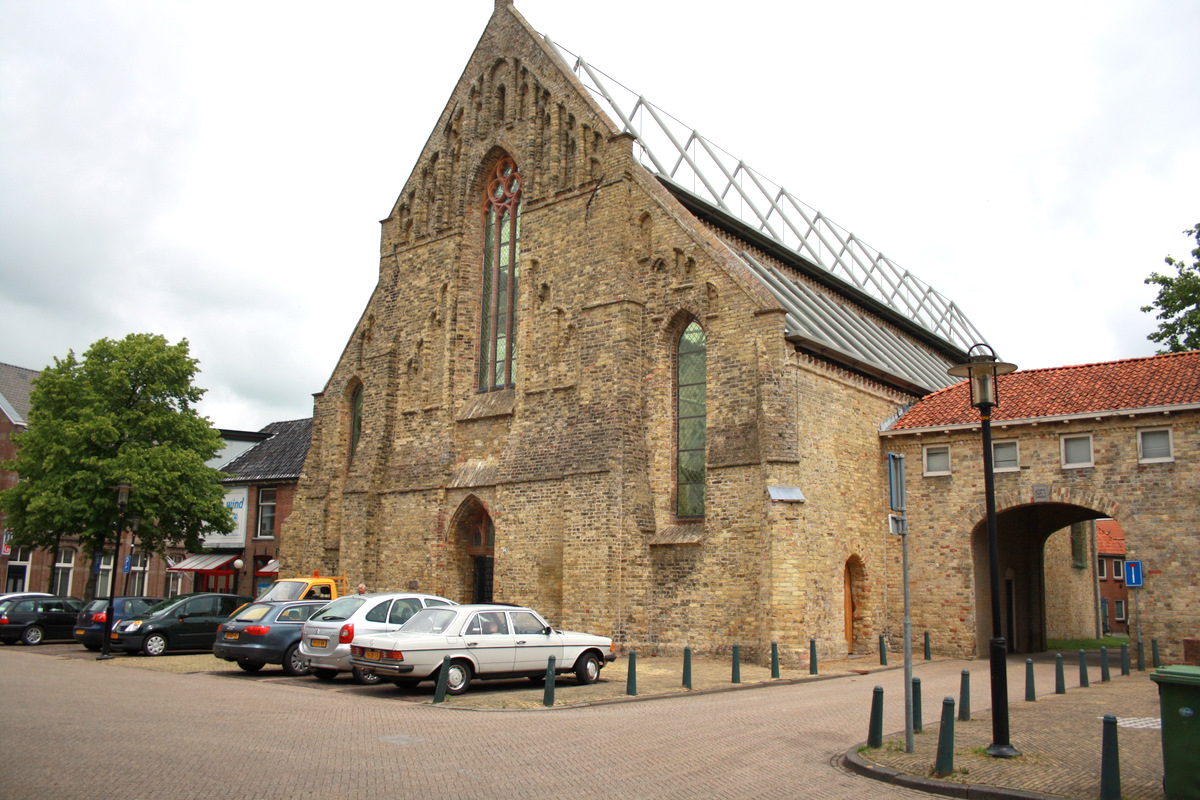
Broerekerk

### De vrijwillige schutterij
Na een half jaar van voorbereidingen werden op 15 juli 1785 in Bolsward twee compagnieën vrijwilligers geformeerd. Cornelis van den Burg en zijn maat Willem Lycklema à Nijeholt werden op democratische wijze gekozen als kapitein; Mr Henricus Julius Alberda, een jurist, afkomstig uit Ferwerd, werd kolonel; Wopko Cnoop fungeerde als luitenant, secretaris en woordvoerder van het gezelschap. In de statuten was uitdrukkelijk opgenomen dat op straffe van een boete niet mocht worden gefeest!
Uit de processtukken werd duidelijk dat Cornelis van den Burg begin augustus 1786 met Coert Lambertus van Beyma naar Utrecht is geweest. Daar werd de vierde nationale vergadering van de exercitiegenootschappen georganiseerd. Het was voor het eerst dat er afgevaardigden van de Friese vrijcorpsen naar Utrecht afreisden, niettemin zonder opdracht, alleen om te hooren en te zien.

### Burgemeester
Op 11 september 1786 werd 34-jarige Van den Burg als burgemeester van Bolsward geïnstalleerd. De vrijwillige schutterij van Bolsward diende nog diezelfde dag een verzoek in bij de magistraat om versterking van de wallen en aanvulling van ammunitie en verwees naar de resolutie van 25 januari 1785, waarin tot oprichting van de vrijwillige schutterij en beveiliging van de stad was besloten. De vroedschap gaf haar toestemming, nadat de vrijwillige schutterij het verzoek tot versterking van de wallen had laten vallen en het daarbij bleef.

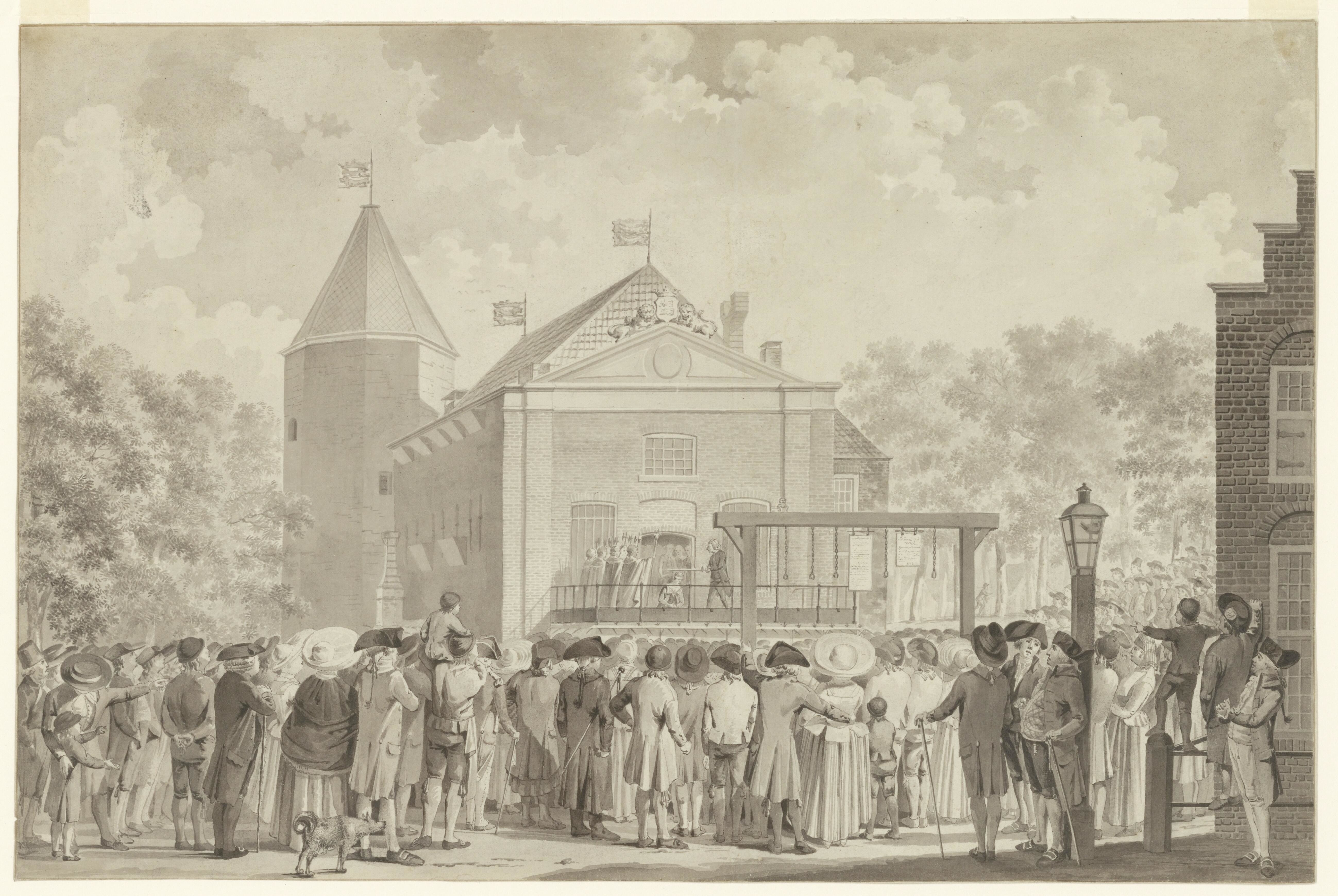
Een van de drie afbeeldingen van de symbolische executie van Cornelis van den Burg op 16 mei 1789 in Leeuwarden

Bolsward was inmiddels door het Defensiewezen en vrijwilligers in staat van paraatheid gebracht. De werkzaamheden aan de stadswallen namen een week in beslag. Op 13 september 1787 verklaarden de inwoners van Bolsward zich voor steun aan de rebellerende statenleden in Franeker. De stadspoorten werden gesloten en de bruggen gebarricadeerd. Niemand kon de stad meer in of uit zonder toestemming. Na veel gedelibereer erkende de zwaar onder druk gezette vroedschap van Bolsward op 17 september als enige stad in Friesland de "Pretense Staten" in Franeker. Op maandagochtend 24 september konden de Bolswarders de kanonnen bij Sneek horen bulderen. In de stadsregering van Bolsward vond een discussie plaats, ditmaal om de erkenning van de Franeker Staten in te trekken. Burgemeester Cornelis van den Burg eiste meer bedenktijd.

### Veroordeling

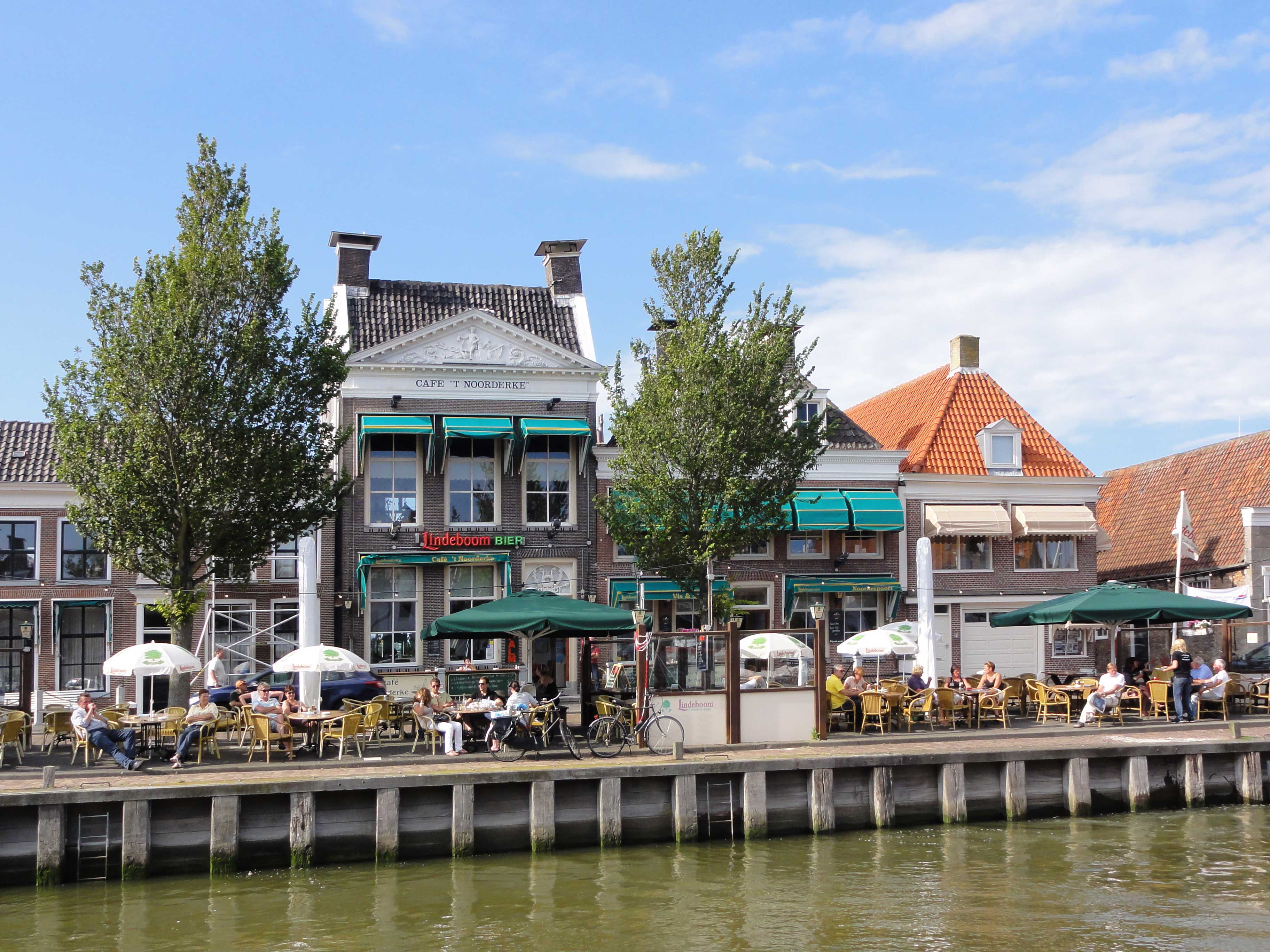
Noorderhaven 23 is het meest rechtse pand en half zichtbaar

Op 4 oktober werden Van den Burg naar Leeuwarden overgebracht. Na anderhalf jaar "voorarrest" in het blokhuis is hij het zwaarst gestraft. Hij scheen volgens justitie veel genoegen te scheppen in de oproerige beweging. Cornelis van der Burg werd op 16 mei 1789, geblinddoekt, maar knielend op het schavot, weer naar binnengeroepen. Hij kreeg te horen dat hij drie dagen de tijd had zijn biezen te pakken om vervolgens voor twintig jaar uit Friesland te worden verbannen. Van den Burg vertrok met bestemming Sint-Omaars naar zijn vrienden in Noord-Frankrijk.

## Bataafse Republiek
Van den Burg vestigde zich in Harlingen. In 1795 werd zijn dochter Janna Dieuwke geboren.
Eenmaal terug werd Van den Burg lid van het comité van algemene waakzaamheid, dat onder andere zorg droeg voor de rust, orde en veiligheid binnen de stad.
Hij woonde op Noorderhaven 23 en was werkzaam als commies van 's lands gem. middelen.